# Entropi
 For alternative betydninger, se Entropi (flertydig). (Se også artikler, som begynder med Entropi)
Entropi er et udtryk for den samlede uorden eller tilfældighed i et system.
Entropien blev oprindelig indført som et beskrivende begreb inden for termodynamikken i fysik og kemi. Det gør det muligt at formulere termodynamikkens 2. lov meget enkelt. Senere blev entropi indført alene ved analogi i informationsteorien af Claude Shannon. Det er dog lykkedes at opstille en velafprøvet, fysisk teori, som forener teoretisk termodynamik og statistisk mekanik med informationsteorien på direkte og kvantificerbar måde
Et system med entropi = 0 er perfekt ordnet. Et fysisk system, som kommer tæt på dette, er Bose-Einstein kondensatet, hvor alle partikler befinder sig i samme tilstand. Et informationsteknisk system med entropi = 0 kunne også være en computer, som kun indeholder 0’er, eller det kunne være en biotop, som er i perfekt homøostase. Så snart et system forlader denne tilstand af ”total velkendthed”, stiger entropien til en størrelse, som er over 0. Den kan dog ikke overstige et maksimum, der bestemmes af f.eks. harddiskens lagerkapacitet, antallet af partikler i det fysiske system eller biodiversiteten i det økologiske system. Almindeligvis kalder man denne maksimale entropistørrelse for ”perfekt uorden”. Fysikerne taler også om termisk ligevægt.
Maxwells dæmon er et logisk eksperiment, der drejer sig om termodynamikkens 2. lov. Det forbinder entropi med både energi og information.

## Definition
For en reversibel varmeudveksling {\displaystyle \delta Q_{\text{rev}}} er vejintegralet af den inverse temperatur for en lukket proces generelt 0 jf. Clausius' sætning:
{\displaystyle \oint {\frac {\delta Q_{\text{rev}}}{T}}=0}
Da det lukkede vejintegrale er 0, er {\displaystyle {\frac {\delta Q_{\text{rev}}}{T}}} vejuafhængig, hvilket vil sige, at det er differentialet af en tilstandsfunktion. Denne tilstandsfunktion defineres som entropien:
{\displaystyle dS\equiv {\frac {\delta Q_{\text{rev}}}{T}}}
En reversibel, adiabatisk proces - dvs. en proces uden varmeudveksling - er således også en isentropisk proces - dvs. at den har konstant entropi.

## Forskellig brug af begrebet
Selv i videnskabelige lærebøger bruges begrebet entropi forskelligt, og det kan ofte give anledning til misforståelser, men de følgende definitioner kan vise de mange sider af den kultur, der omgiver begrebet entropi.
Entropi er:
- Energi, som er nedbrudt til uoprettelig varme.[3]
- Boltzmanns konstant ganget med logaritmen for en flerhed, hvor flerheden i en makrotilstand er det antal af mikrotilstande, der svarer til makrotilstanden - Boltzmanns entropiformel.[4]
- Antallet af måder, ting i et system kan være ordnet på (ganget med Boltzmanns konstant).[5]
- En ikke-stabil termodynamisk tilstandsfunktion, målt i antallet af mikrotilstande, som et system kan optræde i, hvilket svarer til nedbrydningen af brugbar energi.[6]
- Et direkte mål for tilfældigheden i et system.[7]
- Et mål for energispredningen ved en bestemt temperatur.[8]
- Et mål for et systems delvise tab af evne til at udføre arbejde på grund af virkningen af irreversibilitet.[9]
- Et indeks for et systems tendens til spontan ændring.[10]
- Et mål for, hvor lidt af et systems energi, der kan fås til at udføre arbejde; også et mål for uorden; jo større entropi, jo større uorden.[11]
- Et parameter, der står for graden af uorden i et system på atomart, ionmæssigt eller molekylært plan.[12]
- Et mål for uorden i universet eller for, hvor meget af et systems energi, der kan fås til at udføre arbejde.[13]